# Calciojohil·lerita
La calciojohil·lerita és un mineral de la classe dels fosfats, que pertany al grup de l'al·luaudita.

## Característiques
La calciojohil·lerita és un arsenat de fórmula química NaCaMg₃(AsO₄)₃. Va ser aprovada com a espècie vàlida per l'Associació Mineralògica Internacional l'any 2016. Cristal·litza en el sistema monoclínic. És l'anàleg de calci de la johil·lerita. Químicament és semblant a la berzeliita, així com a l'anatolita i la currierita.
L'exemplar que va servir per a determinar l'espècie, el que es coneix com a material tipus, es troba conservat a les col·leccions del Museu mineralògic Fersman, de l'Acadèmia Russa de les Ciències, a Moscou (Rússia), amb el número de registre: 4893/1.

## Formació i jaciments
Va ser descoberta a la fumarola Arsenàtnaia, al segon con d'escòria de l'avanç nord de la Gran erupció fissural del volcà Tolbàtxik (Krai de Kamtxatka, Rússia). Es tracta de l'únic indret de tot el planeta on ha estat descrita aquesta espècie mineral.